# Abbazia di Monkwearmouth-Jarrow
L'abbazia di Monkwearmouth–Jarrow  è una struttura religiosa benedettina composta da due monasteri gemelli. I monasteri sono dedicati a San Pietro.
Il primo, di Wearmouth, fu fondato nel 674 da San Benedetto Biscop su una terra donata dal re northumbro Ecgfrith, è situato sul fiume Wear (Tyne and Wear). L'intento di San Benedetto Biscop era quello di istituire un monastero che fungesse da modello per tutta l'Inghilterra, facendo tesoro e condividendo le conoscenze acquisite nella sua esperienza all'interno dell'ambiente della Chiesa romana; tutto questo all'interno di una regione dove prevaleva il Cristianesimo celtico, sorto dalle esperienze di Melrose e di Iona. Qui visse tra il 679 e il 735 (anno della morte) il venerabile Beda.
Il secondo, di Jarrow, venne fondato nel 682.

## Abati di Wearmouth
- San Benedetto Biscop (674 - 681)
- Eosterwine (681 - 686)
- Sigfrith (686 - 690)
- San Ceolfrid (690 - 716)